# António Alves Martins
António Alves Martins, O.F.M. (Granja de Alijó, Alijó, 18 de Fevereiro de 1808 – Viseu, 5 de Fevereiro de 1882) foi Bispo de Viseu, desde julho de 1862, além de professor, enfermeiro, jornalista e político.

## Biografia
Entrou para a Ordem de São Francisco aos dezasseis anos, indo pouco depois para a Universidade de Coimbra. Foi expulso desta Universidade em 1828, por ter sido acusado de participar na Revolução liberal do Porto que se dera nesse ano no Porto, a 16 de maio.
Enquanto dirigente liberal, foi condenado à morte pelos miguelistas, tendo conseguindo escapar, juntamente com outros 3 condenados, durante o transporte para o local da execução, em Viseu.  Em 1832 foi ordenado capelão da Armada.
Após a Convenção de Évoramonte, foi eleito deputado em 1842.
Dirigiu o jornal "Nacional" entre 1848 e 1849.
Em 1852 torna-se professor universitário e em 1861 enfermeiro-mor do Hospital de São José.
Em 1862 é nomeado bispo de Viseu.
Assume-se dirigente do Partido Reformista, entre 1868 e 1869. Depois foi aclamado ministro do Reino quer no mesmo ano, quer em 1870.
Em 7 de Setembro de 1876, na qualidade de representante do Partido Reformista, assinou o Pacto da Granja, por virtude do qual o referido Partido se aliou ao Partido Histórico, para formar o Partido Progressista.
Foi viver em Viseu, Portugal, onde viria a falecer no Paço do Fontelo, antigo Paço Episcopal da mesma diocese.
Na estátua em sua homenagem, nessa cidade, figura uma citação sua: «A religião deve ser como o sal na comida: nem muito, nem pouco, só o preciso». É o patrono da Escola Secundária Alves Martins, em Viseu.